# Cócalo
Cócalo (em grego:  Κώκαλος, Kókalos) na mitologia grega, foi um rei siciliano que recebeu Dédalo quando este fugiu de Minos, e em cuja corte Minos foi assassinado.

## Reinado
Cócalo era rei de Camici/Camicus, Inycus ou dos sicanos. A cidade de Camici, segundo Estrabão, já havia sido destruída à sua época.

## Dédalo na Sicília
Quando Minos descobriu que Dédalo tinha feito a vaca para Pasífae, este fugiu de Creta, com a ajuda de Pasífae,  e se refugiou na Sicília, na corte do rei Cócalo.
Dédalo passou um bom tempo trabalhando para o rei Cócalo, construindo várias maravilhas.

## Chegada de Minos e seu assassinato
Minos, porém, quando soube que Dédalo tinha se refugiado na Sicília, e sendo o senhor dos mares, resolveu fazer uma campanha contra a ilha. Desembarcando com uma grande força na ilha, no local chamado a partir de então de Heracleia Minoa, Minos exigiu a Cócalo que entregasse Dédalo para ele ser punido. Cócalo, porém, trouxe Minos como convidado ao seu palácio, e assassinou Minos durante o banho, fervendo-o em água quente (em 1204 a.C., pelos cálculos de Jerônimo de Estridão). Cócalo devolveu o corpo de Minos aos cretenses, dizendo que ele tinha se afogado no banho; os cretenses o enterraram na Sicília, no lugar onde mais tarde foi fundada a cidade de Acragas, e lá ficaram até que Terone, tirano de Acragas, devolveu seus ossos para os cretenses.